# Азиз, Камран
Камран Азиз (тур. Kamran Aziz; 1922, Никосия, Никосия — 7 марта 2017, Северная Никосия) — кипрский музыкант и фармацевт. Она была первой женщиной-композитором и первой женщиной-фармацевтом в кипрско-турецком обществе. Она внесла значительный вклад в турецко-кипрскую народную музыку и положила начало этому жанру в современном понимании. Она также была одной из первых женщин-музыкантов, игравшей публично и пионером игры и преподавания западной музыки.

## Ранние годы
Азиз родилась в 1922 году. Она была дочерью Мехмета Азиза, врача, которому приписывается искоренение малярии на Кипре; её старшая сестра, Туркан Азиз, впоследствии стала первой главной медсестрой на острове. Музыкальное образование она начала в возрасте 8 лет, научившись играть на фортепиано. Окончила Американскую академию в Никосии.
Она получила государственное образование по фармакологии, окончила его в 1944 году и стала первой турецко-кипрской женщиной-фармацевтом вместе с Айше Даной.

## Музыкальная карьера
Азиз начала свои музыкальные трансляции на Британском военном радио в 1945 году. В этом же году она начала переводить классические произведения на турецкий, гораздо быстрее до того, как подобные переводы появились в Турции. В 1950 году она основала музыкальный ансамбль «Kâmran Aziz ve Arkadaşları» (Камран Азиз и ее друзья). Этот ансамбль выступал на радио, а затем на телевидении в Кипрской телерадиокомпании до 1963 года. Они исполняли популярные песни, а также переводы оперных арий и lied таких композиторов, как Шуберт, на турецком языке. Эти переводы в основном выполнялись самой Азиз и ее коллегой Джале Дервиш. Это изменило музыкальные вкусы кипрско-турецкого общества и популяризировало ансамбль. Азиз и Дервиш также сочиняли танго, вальсы и марши. Несмотря на то, что большинство ее композиций не являются фольклорными, некоторые песни, написанные Азиз, были вдохновлены кипрской народной музыкой. Эти песни оказались очень популярными и теперь представлены как часть канона народной музыки киприотов-турок.
Ее роль в музыкальной традиции киприотов-турок привела к тому, что Комитет по культуре Ассамблеи Республики присудил ей специальную премию.

## Карьера фармацевта
Азиз открыла свою аптеку «Aziz Pharmacy» в 1947 году. На протяжении всей своей карьеры она вместе занималась музыкой и своей аптекой. В 1959 году она основала турецко-кипрский союз фармацевтов (Turkish Cypriot Union of Pharmacists) вместе с 11 другими фармацевтами. Она сыграла влиятельную роль в неудачной попытке основания первого фармацевтического состава на Северном Кипре, что значительно облегчило бы доступ к лекарствам и предотвратило их недостаток. В 1988 году она сыграла подобную роль в основании склада Гюч (lang Güç Warehouse), крупнейшего в то время на Северном Кипре. Этот склад находился в совместном владении государственного предприятия и отдельных фармацевтов и был назван самой Азиз, которая оставалась в его совете директоров до 1997 года. В том же году Азиз закрыла свою аптеку. Её аптека вдохновила местный музей фармакологии, который был открыт в 2011.

## Смерть
В 2017 году Азиз была госпитализирована с легочными осложнениями и в течение месяца находилась в государственной больнице доктора Бурхана Налбантоглу в Северной Никосии. Она умерла 7 марта 2017 года, в возрасте 95 лет, через день после выписки из больницы. Её похоронная молитва была проведена в мечети Исмаила Сафа, и она была похоронена в Никосии. Президент Мустафа Акынджи и премьер-министр Хусейн Озгюргюн опубликовали соболезнования по поводу её смерти.